# Pawlos Kondidis
Pawlos Kondidis (gr. Παύλος Κοντίδης, ur. 11 lutego 1990 w Limassol) – cypryjski żeglarz sportowy, srebrny medalista olimpijski.
Startuje w klasie Laser. Zawody w 2012 były jego drugimi igrzyskami olimpijskimi, debiutował w 2008 w Pekinie, gdzie zajął 13. miejsce. W Londynie wyprzedził go jedynie Australijczyk Tom Slingsby. Jest zdobywcą pierwszego olimpijskiego medalu dla Cypru.